# Regina Magdalena Limburger

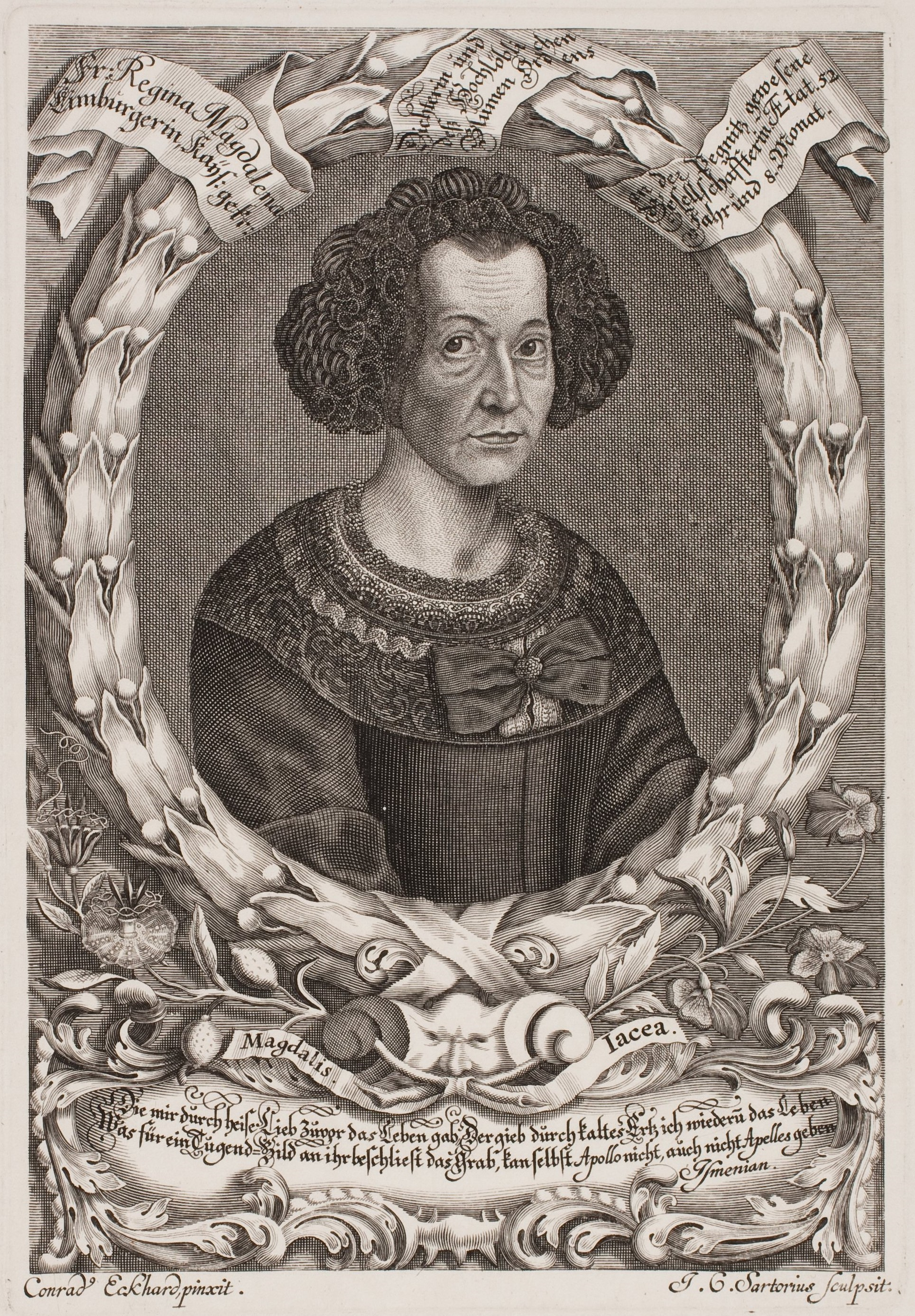
Regina Magdalena Limburger, Stich von Johann Christoph Sartorius nach einer Zeichnung von Conrad Eckhard, 1691. Verse von Conrad Martin Limburger.

Regina Magdalena Limburger (geborene Fink; * 1. Dezember 1638 in Happurg; † 22. August 1691 in Nürnberg) war eine deutsche Dichterin der Barockzeit.

## Leben
Regina Magdalena Limburger wurde als Tochter des Happurger Pfarrers Petrus Fink (1608–1663) und dessen Ehefrau Magdalena (geb. Zimmerer) geboren. Am 15. Juni 1659 heiratete Regina Magdalena den Kraftshofer Pfarrer Martin Limburger, mit welchem sie zehn Kinder, darunter einen Sohn (Conrad Martin Limburger) hatte. Bis zu ihrer Hochzeit zeigte Regina Magdalena Limburger keinerlei Neigung für die Poesie, jedoch wurde ihr Interesse darin durch ihren Ehemann geweckt, der sie daraufhin auch in der Dichtkunst lehrte.
Nachdem Siegmund von Birken sie zur „kaiserlichen Dichterin“ gekrönt hatte, wurde Limburger 1668 (genaues Aufnahmedatum unbekannt, aber zwischen dem 22. Juli und 27. August) in den Pegnesischen Blumenorden aufgenommen, als dritte Frau überhaupt, neben später elf weiteren unter von Birkens Ordensführung. Ihr dortiger Gesellschaftsname war Magdalis und ihre Ordensblume die „Dreyfaltigkeitsblume“.
Regina Magdalena Limburger wurde am 26. August 1691 in Kraftshof beerdigt. Die Begräbnispredigt hielt der Dichter und Pfarrer Johann Geuder.

## Werke (Auswahl)
- Wehrte Freundin! treuer Sinn! (Epithalamium anlässlich der Vermählung von Ferdinand Sigmund Kress von Kressenstein mit Clara Sabina Oelhafen von Schöllenbach), erschienen 1667 bei Felsecker in Nürnberg
- Pegnitz-Schwan, Floridan! Nürnberg 1669
- So musst du schon / O Frauen Kron! (Trauergedicht auf Margaretha Magdalena von Birken, 1670)
- Tulpe / Sonn des Erden-Himmels, Ehrengedicht für Maria Catharina Stockfleths zweiten Teil ihrer Macarie (Nürnberg 1673)
- Lobgedicht auf Mornille, erschienen 1673 im ersten Band der Pegnesis (Gedichtsammlung, herausgegeben von Sieg. v. Birken)
- Hinweg / Herz / Mit dem Fleisch! Du musst ein Felsen werden. (Zusammen mit ihrem Ehemann, 1675)

Des Weiteren lieferte Limburger auch verschiedene Beiträge für diverse Schriften der „Pegnitz-Schäfer“ (Pegnesischer Blumenorden).